# Leganiel
Leganiel – gmina w Hiszpanii, w prowincji Cuenca, w Kastylii-La Mancha, o powierzchni 45,1 km². W 2011 roku gmina liczyła 214 mieszkańców.